# Az Amerikai Egyesült Államok nagysebességű vasúti közlekedése

Távolsági vasúti közlekedés az USA-ban

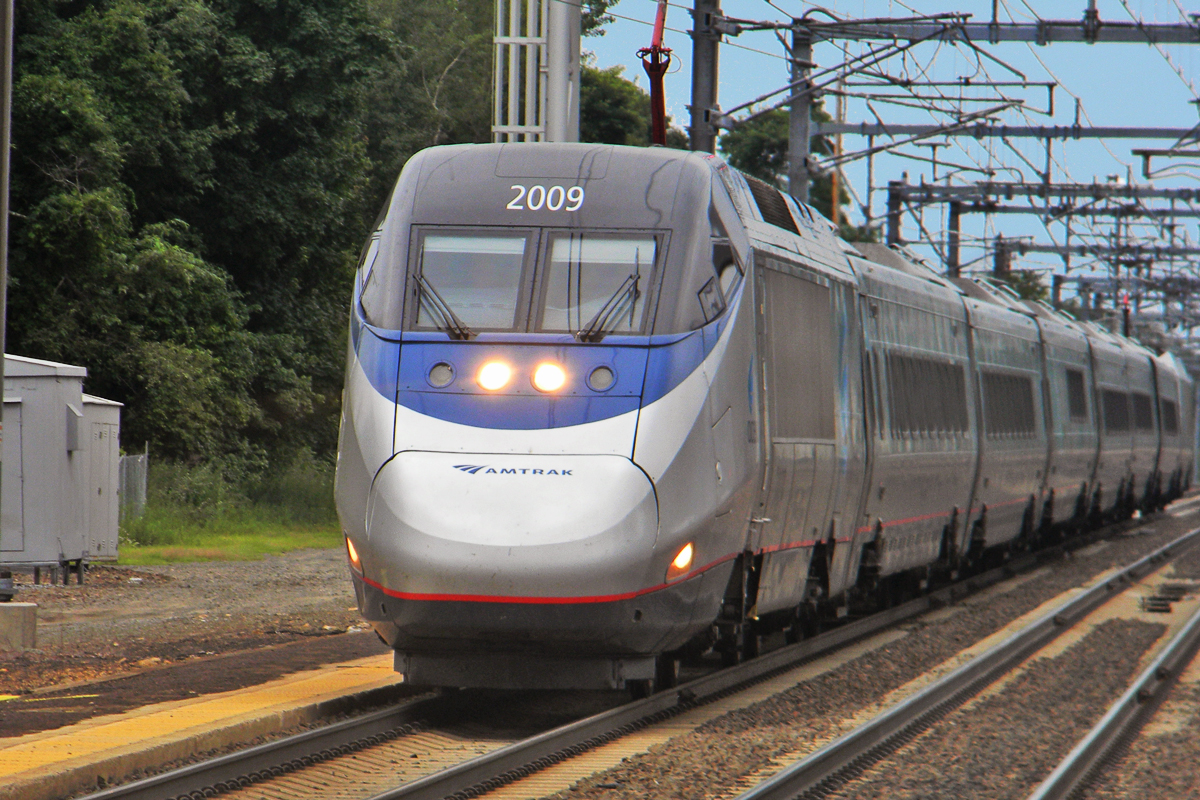
Amtrak Acela Express nagysebességű vonat Old Saybrook (Connecticut) közelében

Az Amerikai Egyesült Államokban a nagysebességű vasúti közlekedés tervei az 1965-ös nagysebességű földi közlekedési törvényre nyúlnak vissza. Ezt követően különböző állami és szövetségi javaslatok születtek. Annak ellenére, hogy a világ egyik első országa volt, ahol nagysebességű vonatok közlekedtek (1969-ben a Metroliner szolgáltatás), nem sikerült elterjednie. A nagysebességű vasút fogalmának meghatározása változó, beleértve a 110 mph (180 km/h) feletti sebességet és a dedikált nagysebességű vonalakat. A 90 és 125 mph (140 és 200 km/h) közötti végsebességű városközi vasutakat az Egyesült Államokban néha nagyobb sebességű vasútnak nevezik.
Az Amtrak Acela (150 mph (240 km/h) sebességet elérő) járata az Egyesült Államok egyetlen nagysebességű vasúti szolgáltatása. Az Acela vonatok az új vonatok forgalomba állításakor elérik majd a 165 mph (265 km/h), az elkövetkező években pedig a 186 mph (300 km/h) csúcssebességet. Az Egyesült Államokban más, 125 mph (201 km/h) sebességet elérő járatok is elterjedtek, de ezeket a vonalakat hivatalosan a nagyobb sebességű vasútvonalak közé sorolják.
2020-tól a Kaliforniai Nagysebességű Vasúti Hatóság dolgozik a kaliforniai nagysebességű vasút projekten, és a Központi-völgyön áthaladó szakaszokon már folyik az építkezés. A központi-völgyi szakaszt a tervek szerint 2029-ben nyitják meg, az I. fázis pedig 2033-ra készül el.